# Nazionale maschile di beach soccer dell'Uzbekistan
La nazionale di beach soccer dell'Uzbekistan rappresenta la Uzbekistan nelle competizioni internazionali di beach soccer.

## Rosa
Questo l’elenco dei convocati per l’AFC Beach Soccer Championship 2015 in Qatar.
| N. |                       | Ruolo | Calciatore           |
| -- | --------------------- | ----- | -------------------- |
| 1  | Uzbekistan (bandiera) | P     | Ganisher Kholmurodov |
| 2  | Uzbekistan (bandiera) |       | Farkhod Mirakhmedov  |
| 3  | Uzbekistan (bandiera) |       | Tokhir Abdurazzakov  |
| 6  | Uzbekistan (bandiera) |       | Sarvar Shaakhmedov   |
| 7  | Uzbekistan (bandiera) |       | Feruz Fakhriddinov   |

| N. |                       | Ruolo | Calciatore          |
| -- | --------------------- | ----- | ------------------- |
| 9  | Uzbekistan (bandiera) |       | Sarvar Kholmurodov  |
| 10 | Uzbekistan (bandiera) |       | Jamoliddin Sharipov |
| 12 | Uzbekistan (bandiera) | P     | Khazratkulov        |
| 11 | Uzbekistan (bandiera) | A     | Jafar Irismetov     |
| 13 | Uzbekistan (bandiera) | FP    | Farkhod Jumaev      |